# Salonnes
Salonnes là một xã trong vùng Grand Est, thuộc tỉnh Moselle, quận Château-Salins, tổng Château-Salins. Tọa độ địa lý của xã là 48° 47' vĩ độ bắc, 06° 29' kinh độ đông. Salonnes nằm trên độ cao trung bình là 215 mét trên mực nước biển, có điểm thấp nhất là 195 mét và điểm cao nhất là 308 mét. Xã có diện tích 12,69 km², dân số vào thời điểm 1999 là 164 người; mật độ dân số là 12 người/km².

## Thông tin nhân khẩu
| 1962 | 1968 | 1975 | 1982 | 1990 | 1999 | 2006 |
| ---- | ---- | ---- | ---- | ---- | ---- | ---- |
| 152  | 172  | 143  | 138  | 157  | 164  | 159  |